# Maihueniopsis

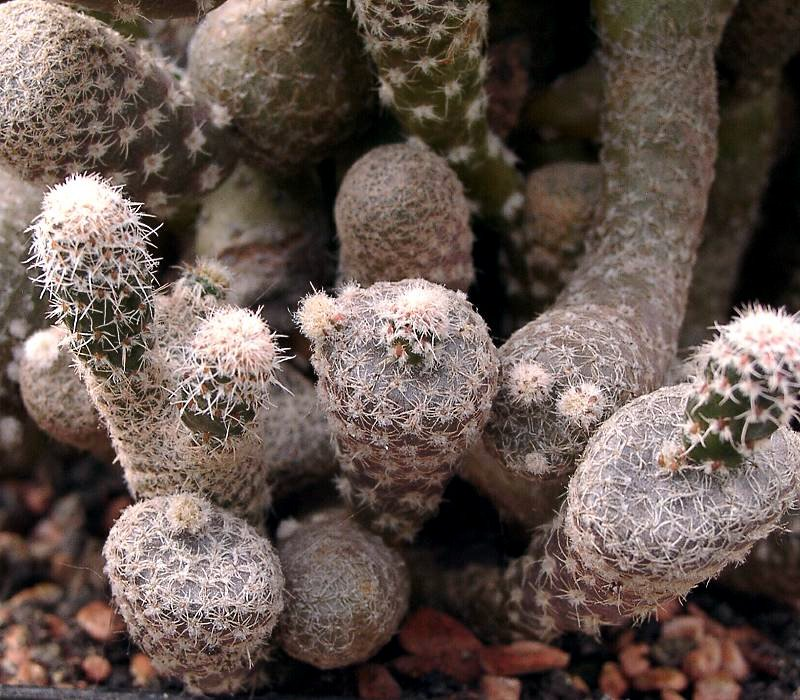
Maihueniopsis clavarioides

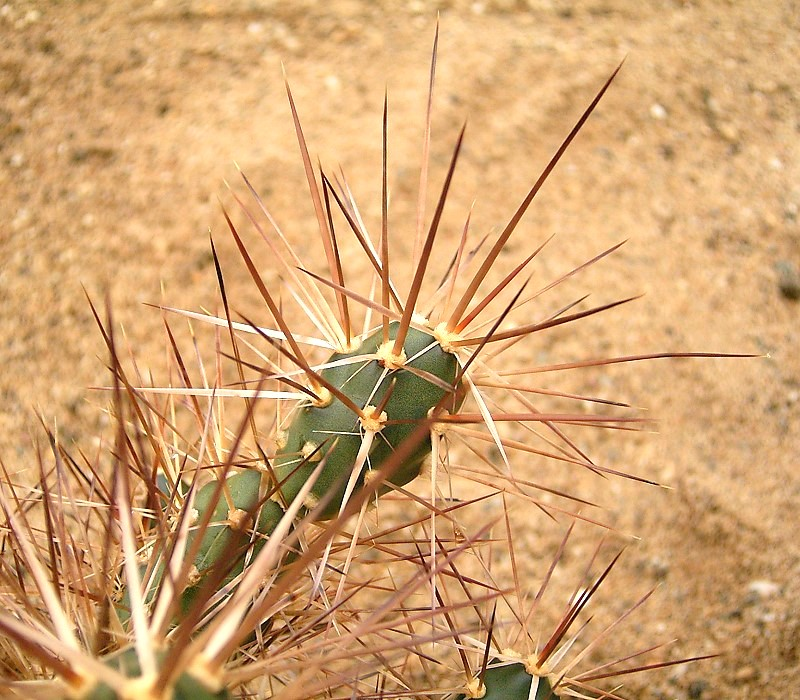
Maihueniopsis darwinii

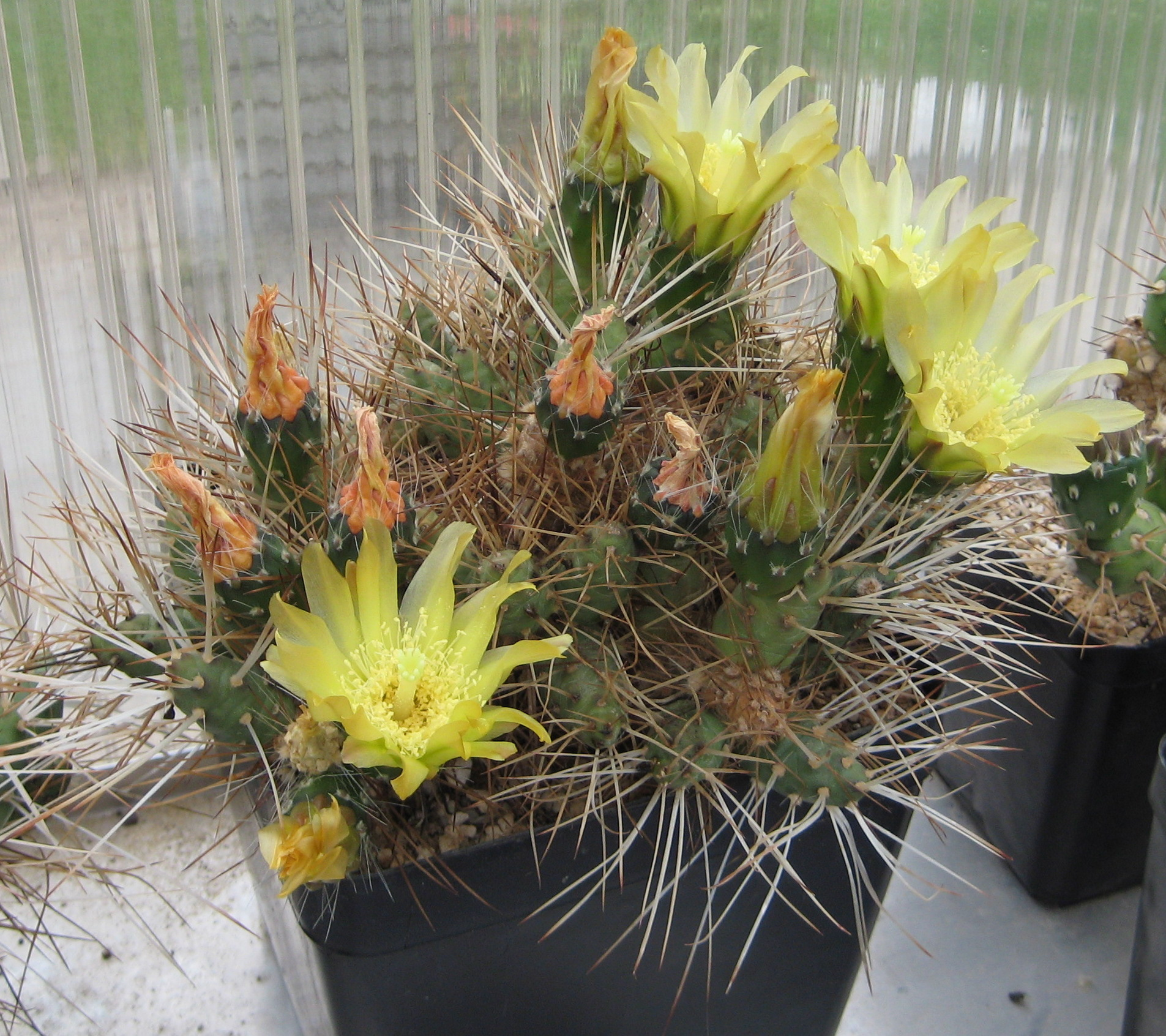
Maihueniopsis glomerata

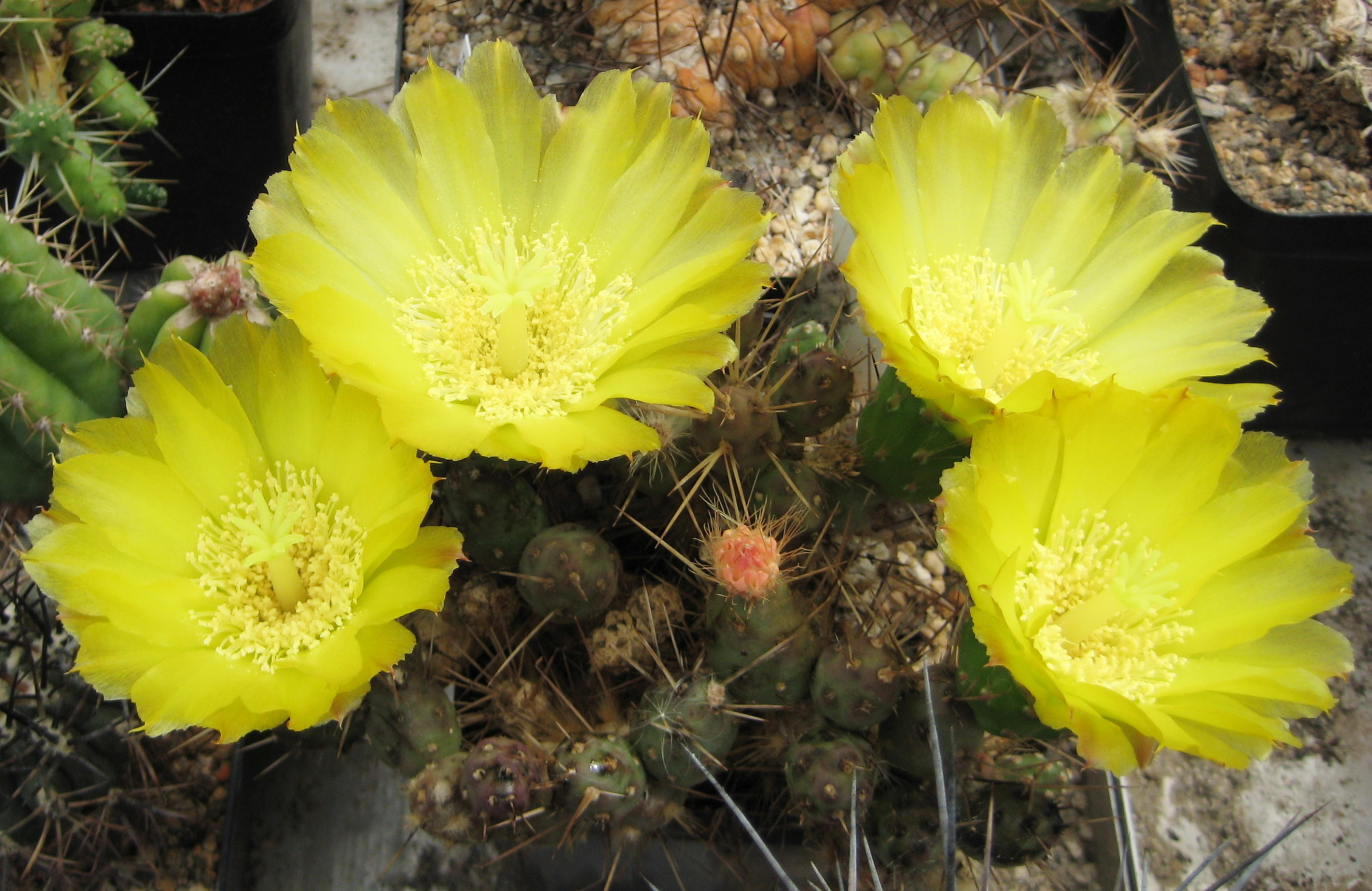
Maihueniopsis ovata

Maihueniopsis ist eine Pflanzengattung in der Familie der Kakteengewächse (Cactaceae). Ihr botanischer Name weist auf ihre Ähnlichkeit mit der jedoch nicht verwandten Gattung Maihuenia hin.

## Beschreibung
Maihueniopsen sind niedrige Stamm- und Wurzelsukkulenten. Sie verzweigen manchmal gering, meist aber stark und bilden lockere bis dichte Polster, die 1 bis 2 m Durchmesser erreichen können. Die Rübenwurzeln der Pflanzen sind bei gering verzweigenden und kleingliedrigen Arten meist voluminöser als die oberirdischen Teile. Die stark gliederförmig abgesetzten Zweige sind meist oval, manchmal variabel und von meist grau-grüner, manchmal brauner Farbe. Auf ihnen stehen die Areolen nicht oder nur wenig erhaben, häufig auch in kleinen Dellen eingesenkt. Sie sind basal nur gering vorhanden und bis zu den Spitzen der meist konisch zulaufenden Glieder konzentrierter. Auch die Bedornung ist basal nur gering bis nicht vorhanden und an den Enden der Glieder stärker. Die Areolen tragen häufig lange Büschel von Glochiden sowie wenige, häufig abgeflachte Dornen, die vorwiegend nachträglich an bereits ausgewachsenen Gliedern gebildet werden. Die Blätter sind klein, pfriemförmig und rasch hinfällig.
Die jeweils einzeln aus den Areolen entspringenden Blüten sind meist deutlich größer als die Glieder. Sie entsprechen dem in Unterfamilie Opuntioideae recht einheitlichen Aufbau. Die Blütenfarben reichen von gelb über orange und rosa bis purpur. Die von den grünen oder gelben Früchten gebildeten Samen sind linsenförmig abgeplattet.

## Systematik und Verbreitung
Das Verbreitungsgebiet der Maihueniopsen liegt in Argentinien, Bolivien und Chile. Da die Pflanzen raue und kühle Standorte bevorzugen, kommen sie in den Anden weit oberhalb der Waldgrenze bis in Höhenlagen von 4000 m NN vor. Im vergleichbar rauen Süden Patagoniens wachsen sie auch nahe der Meeresküste.
Die Erstbeschreibung wurde 1925 von Carlos Luis Spegazzini veröffentlicht. Die Typusart ist Maihueniopsis molfinoi.

### Systematik nach N.Korotkova et al. (2021)
Die Gattung umfasst folgenden Arten:
- Maihueniopsis archiconoidea F.Ritter
- Maihueniopsis atacamensis (Phil.) F.Ritter
- Maihueniopsis camachoi (Espinosa) F.Ritter
- Maihueniopsis clavarioides (Otto ex Pfeiff.) E.F.Anderson
- Maihueniopsis colorea (F.Ritter) F.Ritter
- Maihueniopsis conoidea (F.Ritter ex Backeb.) F.Ritter
- Maihueniopsis crassispina F.Ritter
- Maihueniopsis darwinii (Hensl.) F.Ritter
- Maihueniopsis domeykoensis F.Ritter
- Maihueniopsis glochidiata G.J.Charles
- Maihueniopsis glomerata (Haw.) R.Kiesling
- Maihueniopsis grandiflora F.Ritter
- Maihueniopsis hickenii (Britton & Rose) D.R.Hunt
- Maihueniopsis leoncito (Werderm.) F.Ritter ex P.C.Guerrero & Helmut Walter
- Maihueniopsis minuta (Backeb.) R.Kiesling
- Maihueniopsis molfinoi Speg.
- Maihueniopsis ovata (Pfeiff.) F.Ritter
- Maihueniopsis platyacantha (Pfeiff.) D.R.Hunt
- Maihueniopsis reicheana (Espinosa) D.R.Hunt
- Maihueniopsis wagenknechtii F.Ritter

Ein Synonym der Gattung ist Puna R.Kiesling (1982).

### Systematik nach E.F.Anderson/Eggli (2005)
Nach Edward Frederick Anderson besteht die Gattung aus den folgenden Arten:
- Maihueniopsis archiconoidea F.Ritter
- Maihueniopsis atacamensis (Phil.) F.Ritter
- Maihueniopsis bonnieae (D.J.Ferguson & R.Kiesling) E.F.Anderson ≡ Tephrocactus bonnieae (D.J.Ferguson & R.Kiesling) Stuppy
- Maihueniopsis camachoi (Espinosa) F.Ritter
- Maihueniopsis clavarioides (Otto ex Pfeiff.) E.F.Anderson
- Maihueniopsis colorea (F.Ritter) F.Ritter
- Maihueniopsis crassispina F.Ritter
- Maihueniopsis darwinii (Hensl.) F.Ritter
- Maihueniopsis domeykoensis F.Ritter
- Maihueniopsis glomerata (Haw.) R.Kiesling
- Maihueniopsis grandiflora F.Ritter
- Maihueniopsis minuta (Backeb.) R.Kiesling
- Maihueniopsis ovata (Pfeiff.) F.Ritter
- Maihueniopsis nigrispina (K.Schum.) R.Kiesling ≡ Tephrocactus nigrispinus (K.Schum.) Backeb.
- Maihueniopsis subterranea (R.E.Fr.) E.F.Anderson ≡ Cumulopuntia subterranea (R.E.Fr.) F.Ritter
- Maihueniopsis tarapacana (Phil.) F.Ritter =? Maihueniopsis conoidea (F.Ritter ex Backeb.) F.Ritter
- Maihueniopsis wagenknechtii F.Ritter

Synonyme der Gattung sind Pseudothephrocactus Frič (1933) und Puna R.Kiesling (1982).

## Botanische Geschichte
Da Maihueniopsis durch morphologische Merkmale nur schwer von anderen Gattungen zu unterscheiden war, gehörten fast alle derzeit zu ihr zählenden Arten vorher schon zu Austrocylindropuntia, Cumulopuntia, Opuntia, Tephrocactus oder den synonymen Gattungen Pseudotephrocactus Frič und Puna R.Kiesling. Meist wurden sie mehrfach umkombiniert. Ebenso gehören einige früher zu Maihueniopsis gezählte Arten inzwischen zu Austrocylindropuntia, Cumulopuntia, Miqueliopuntia und Tephrocactus. Eine endgültige Klärung über den Status der Gattung Maihueniopsis und der zu ihr gehörigen Arten wird wohl erst durch DNA-Analysen erreicht werden.
Die ursprünglich von Carlos Luis Spegazzini aufgestellte Typusart Maihueniopsis molfinoi ist nicht mehr nachvollziehbar. Ihre typische Eigenschaft, nämlich basal verwachsene Glieder, beruhte vermutlich auf einer Mutation eines einzelnen Exemplars.